# I Grani di pepe e il tesoro degli abissi
I Grani di pepe e il tesoro degli abissi (Die Pfefferkörner und der Schatz der Tiefsee) è un film del 2020 diretto da Christian Theede.
La pellicola, girata nel 2019, è il sequel del film La maledizione del re nero nonché il secondo proseguimento cinematografico dalla serie televisiva tedesca Grani di pepe, e venne mostrata in anteprima assoluta il 21 settembre 2020 al film festival dedicato ai ragazzi Goldener Spatz, nel quale vinse anche il premio per il miglior lungometraggio. L'uscita del film nei cinema tedeschi, inizialmente prevista per giugno 2020, fu più volte rimandata a causa della pandemia di COVID-19 ed infine avvenne il 30 settembre 2021. In Italia la pellicola fu trasmessa in prima visione da Italia 1 l'8 maggio 2022. Il film è disponibile per lo streaming in abbonamento a partire dal 27 agosto 2022 sulla piattaforma Mediaset Infinity+.

## Trama
I Grani di pepe sono un gruppo di amici di Amburgo che si diverte a indagare e risolvere casi criminali e il cui quartier generale è un magazzino di spezie (da cui il loro nome) nel quartiere portuale della Speicherstadt. 
Durante le vacanze estive la dodicenne Alice, già precedentemente membro del gruppo di detective e nel frattempo trasferitasi con la famiglia negli Stati Uniti, torna in Europa andando a trovare il suo amico Tarun, il quale si trova nel villaggio di Ballintoy (Irlanda del Nord) con la madre Jaswinder, una biologa marina impegnata in delle ricerche sulla plastica presente negli oceani. Il film si apre in seguito ad un'aggressione subita proprio da quest'ultima all'interno della sua stazione di ricerca: a Jaswinder vengono sottratti alcuni importanti documenti e il misterioso ladro riesce a scappare con la refurtiva nonostante l'inseguimento di Alice e Tarun. Di ritorno in Germania, le ricerche della biologa e del suo team proseguono sulle coste del Meclemburgo, dove ad accompagnarla ci sono anche i due ragazzi; appena arrivati nel villaggio di pescatori di Wesemünde, Alice e Tarun vengono tuttavia aggrediti dai figli dei pescatori del paese. Questi, capitanati da una ragazza di nome Hanna, ce l'hanno a morte con il lavoro del team di biologi, in quanto le ricerche di Jaswinder e l'impegno profuso dagli scienziati affinché quella parte di mare venisse dichiarata protetta hanno creato notevoli svantaggi economici alle loro famiglie. Poco dopo anche Jaswinder ha un alterco con l'imprenditore Robert Fleckmann, il quale opera nel settore dei rifiuti e che è sospettato di smaltirli illegalmente buttandoli nel mare così da abbattere i costi e massimizzare i profitti. La notte dopo le minacce di Fleckmann nei confronti della biologa, all'improvviso Jaswinder viene rapita. Subito prima della sua scomparsa, però, nonostante il suo comportamento nei confronti del figlio fosse stato nel periodo precedente particolarmente strano ed evasivo, la biologa dona a Tarun una collana con una conchiglia, a suo dire molto preziosa, come ciondolo.
Alice e Tarun si mettono da subito ad indagare sul caso, e nel farlo si rivolgono a Jonny e Clarissa, due ragazzi amburghesi anch'essi in vacanza sulle coste del Mar Baltico e che li avevano aiutati a sfuggire all'aggressione dei ragazzi di Wesemünde. Dopo aver preso in prestito la videocamerina che Jonny usa per filmare i suoi allenamenti con la BMX, i Grani di pepe tentano di registrare di nascosto un meeting privato tenutosi all'interno dell'azienda di Fleckmann, ma nel farlo vengono scoperti e portati via dalla commissaria di polizia. Quest'ultima svela loro di star seguendo un'altra pista per spiegare la scomparsa della mamma di Tarun: quella di alcune e-mail minatorie. Ai piccoli detective è chiaro fin da subito che il colpevole del tradimento nei confronti di Jaswinder deve essere un membro del suo gruppo di ricerca, motivo per cui i loro sospetti ricadono inizialmente sulla sua collega Patrizia.
I Grani di pepe si mettono dunque all'opera per risalire al mittente di tali minacce, riuscendo a localizzare il computer da cui esse sono state inviate, il quale si trova all'interno di un vecchio faro. Questo però si rivela essere semplicemente il rifugio di Hanna e degli altri ragazzi di Wesemünde, i quali avevano inviato le e-mail minatorie solo al fine di spaventare Jaswinder e farla allontanare dal loro paesino, ma che risultano completamente estranei al suo rapimento. A questo punto Hanna, dopo essersi scusata con i Grani di Pepe per il suo comportamento, si offre di aiutarli e rivela ai ragazzi che all'interno dell'azienda di Fleckmann c'è una telecamera di sorveglianza perennemente puntata sulla nave dove avvengono le ricerche dei biologi, la quale avrebbe potuto riprendere il momento del rapimento della madre di Tarun. Ulteriore sostegno alle indagini arriva dall'eccentrica investigatrice privata Gertrud, che, contattata da Alice, aiuta la squadra ad introdursi all'interno della ditta di Fleckmann e a procurarsi le immagini.
Intanto Clarissa, sospettando ancora di Patrizia, la segue fino all'istituto oceanografico di Amburgo, dove scopre che la mamma di Jaswinder era stata capace di una scoperta rivoluzionaria, ossia la creazione e la sperimentazione di un microbo geneticamente modificato capace di nutrirsi di alcuni tipi di plastiche. Questo microrganismo, denominato Garbext, si sarebbe dimostrato di fondamentale importanza per ridurre la presenza di rifiuti all'interno degli oceani. Patrizia si rivela però innocente e si dichiara inoltre sicura che Jaswinder, temendo che qualcuno volesse impossessarsi della sua invenzione, avesse nascosto in un luogo sicuro gli ultimi esemplari di Garbext. Tarun, ricordandosi così della conchiglia regalatagli della madre, scopre a quel punto che al suo interno sono segnate le coordinate del nascondiglio, il quale si trova sull'isola di Rügen.
Nel frattempo Gertrud è riuscita a far sviluppare così chiaramente le immagini della telecamera di sorveglianza che da esse è possibile riconoscere Oliver, un altro collega di Jaswinder, come l'autore del rapimento. Questi, frustrato dal basso stipendio da ricercatore, ha infatti stretto un accordo con Fleckmann per rubare la preziosa invenzione in cambio di una cospicua somma di denaro. Tuttavia, mentre con Hanna si sta recando alla locale stazione di polizia, Jonny, a causa delle sue difficoltà nella lettura, lascia leggere proprio ad Oliver l'e-mail inviata da Gertrud nella quale vi sono le nitide immagini del rapitore.
Quando Alice, Tarun e Patrizia si recano a Rügen e si introducono nel nascondiglio dove Jaswinder aveva nascosto gli ultimi esemplari viventi del microbo, Oliver li segue e li fa rinchiudere all'interno di una nave, dove il gruppo ritrova anche Jonny, Hanna e Jaswinder. Fleckmann, giunto assieme ad Oliver sull'isola per appropriarsi del Garbext, non mantiene però la parola data, si rifiuta di pagarlo e lo fa prigioniero a sua volta. A questo punto l'intenzione dell'imprenditore sarebbe quella di far affondare la nave al fine di far sparire definitivamente i testimoni delle sue malefatte. Tuttavia Clarissa, che si trova ancora ad Amburgo, intercetta telefonicamente una compromettente conversazione tra Oliver e Fleckmann, riesce a rintracciare i cellulari degli amici e allerta la polizia, appena in tempo per farli salvare e far arrestare Fleckmann e i suoi complici.

## Personaggi
- Alice Goldman: cresciuta rispetto al suo primo periodo nei Grani di pepe, con la sua esperienza sul campo è adesso la veterana della squadra. Amica di lunga data di Tarun, è una ragazza leale ed empatica, con un grande senso di giustizia e che ama molto gli animali.
- Tarun Singh: molto legato alla madre, è un tipo gentile, solare, generoso e dall'intelligenza sopraffina, che si distingue per il suo spirito inventivo e pioneristico. Nutre una grande passione per la tecnologia nonché una particolare paura per gli animali viscidi.
- Jonny Grothe: un po' indeciso, impacciato e a tratti troppo irascibile e istintivo, è coraggioso, ha un buon fiuto per i misteri e adora correre in sella alla sua BMX. Con gli amici è allegro e vivace, ma in altri contesti mostra insicurezza per via delle sue difficoltà a leggere e scrivere.
- Clarissa Grothe: sorella minore di Jonny, è la più piccola del gruppo e ha un carattere frizzante e scherzoso, ma allo stesso tempo delicato e intraprendente. Dotata di una grande memoria nonché particolarmente sveglia, a volte risulta essere troppo impulsiva e testarda.
- Hanna Borklund: figlia di un pescatore di un piccolo villaggio del Meclemburgo, farebbe di tutto per proteggere suo padre. Non è ufficialmente parte dei Grani di pepe, ma si dimostra una ragazza dal carattere forte, estremamente determinata e con coraggio da vendere.

## Produzione
Oltre ad Amburgo ed al quartiere della Speicherstadt, già da sempre set della serie Grani di pepe, il film è stato girato anche in Irlanda del Nord, nella Frisia Orientale, a Brema, a Bremerhaven, sulle isole di Amrum e Rügen e in prossimità di quella di Usedom. Le riprese sono state effettuate tra il 9 settembre e il 5 novembre 2019.

## Colonna sonora
- HiFi - Mario Schneider
- Pfefferkörner Titelsong (Räuber und Gangster) - Mario Schneider
- Rain - Mario Schneider

## Riconoscimenti e premi
- 2020: Goldener Spatz nella categoria "miglior lungometraggio"[7]

## Prequel
Il film è il proseguimento cinematografico di La maledizione del re nero (Die Pfefferkörner und der Fluch des schwarzen Königs), uscito nei cinema tedeschi il 7 settembre 2017 e trasmesso in prima visione in Italia da Italia 1 il 17 novembre 2018.